# Benjamin Keen
Benjamin Keen (1913–2002) foi um historiador estadunidense especializado na história da América Latina colonial.
Keen recebeu seu PhD da Universidade de Yale e lecionou no Amherst College, West Virginia University e no Jersey State College antes de ingressar na Northern Illinois University em 1965. Aposentou-se em 1981. Em 1985, recebeu o Distinguished Service Award da Conferência de História da América Latina.
Seu primeiro trabalho foi Latin American Civilization: History and Society: 1492 to the Present, publicado pela primeira vez em 1955 e que está em sua sétima edição. Outro livro publicado em seis edições  A History of Latin America. Em Aztec Image in Western Thought, ele documenta como os intelectuais ocidentais mudaram suas visões da cultura asteca desde os primeiros anos de conquista e até os tempos modernos. Ele também examinou como a historiografia ocidental interpretou Cristóvão Colombo e Bartolomé de Las Casas desde o século XV. Também publicou traduções da crônica do juiz espanhol do século XVI Alonso de Zorita em Life and Labor in Ancient Mexico: The Brief and Summary Relation of the Lords of New Spain e The Life of the Admiral Christopher Columbus de Fernando Colombo.